# Duomo di San Nicola di Bari (Castelmola)

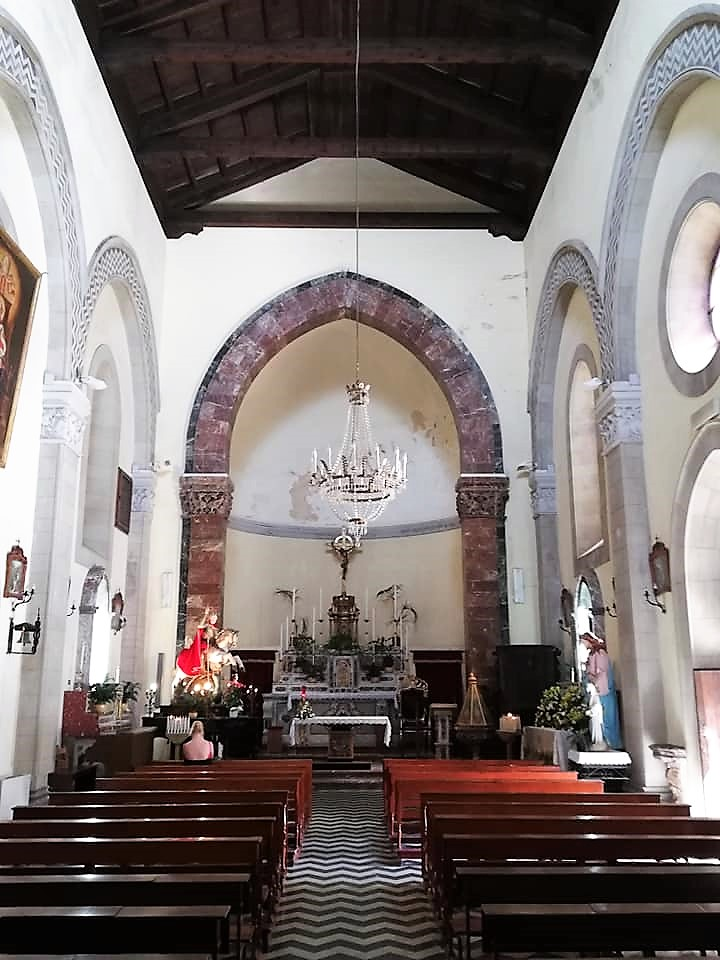
Navata.

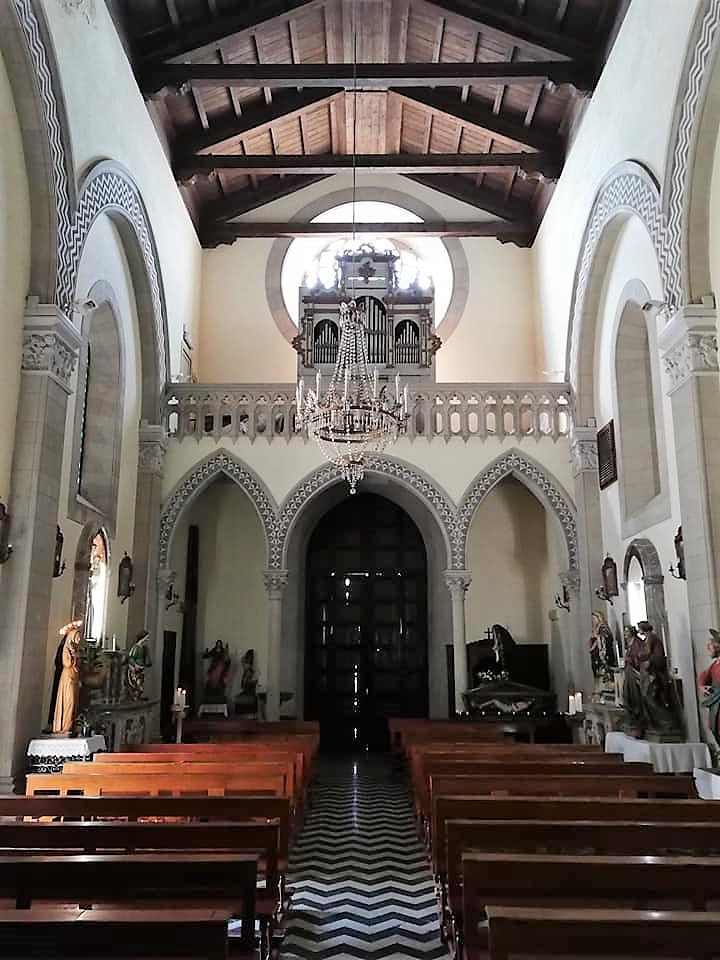
Controfacciata.

Il duomo di San Nicola di Bari è chiesa madre di rito cattolico ubicato in piazza Duomo nel centro storico di Castelmola. Appartenente all'arcidiocesi di Messina-Lipari-Santa Lucia del Mela, vicariato di Taormina sotto il patrocinio di San Pancrazio Vescovo, arcipretura di Castelmola, parrocchia di San Nicola di Bari.

## Storia

### Epoca spagnola
Della chiesa cinquecentesca originaria sono pervenuti il portale laterale e l'arcata del coro.

### Epoca borbonica
Al XVIII secolo risalgono gli altari e il pulpito in noce intarsiato.

### Epoca contemporanea
L'edificio nelle forme attuali è stato ricostruito tra il 1934 e il 1935 sul preesistente luogo di culto.

## Esterno
L'ingresso principale, con portale arco a sesto acuto, è laterale rispetto alla piazza e prospetta su uno straordinario belvedere dal quale si può ammirare l'imponente mole dell'Etna, che domina il golfo di Naxos. Le tre strombature a zig - zag richiamano lo stile chiaramontano, sovrasta il varco d'accesso un rosone in stile gotico.
Sulla parte sinistra è realizzato un portalino in stile gotico catalano. Il campanile, posto sul lato destro e arretrato rispetto alla facciata, presenta delle belle bifore e - incastonata sulla facciata rivolta a sud - un'interessante lapide del X secolo con iscrizione in greco – bizantino attestante la fondazione del castello da parte dello stratega di Sicilia Costantino Caramalo.
Sulla facciata di levante è stato incastonato il preesistente portale con lunettone tardo romanico.

## Interno
Architettonicamente presenta una commistione di stili: dal romanico al gotico, dall'arabo al normanno, al barocco dei rivestimenti degli altari e delle sculture.
L'impianto è ad una sola navata, culminante con un'abside circolare e tetto ligneo. Nella controfacciata, sorretto da due colonne, è addossato il coro con cantoria e organo.
Causa lavori di restauro il tempio ospita e custodisce numerosi simulacri provenienti da altri luoghi di culto: la statua della Madonna Addolorata e l'Urna contenente il Cristo Morto, la statua lignea dell'Immacolata Concezione, la statua di San Giorgio, manufatti entrambi provenienti dalla chiesa di San Giorgio.

### Parete destra
- Prima arcata: Cappella di Sant'Antonio di Padova. Altare con nicchia contenente la statua raffigurante Sant'Antonio di Padova.
- Seconda arcata: varco d'ingresso di levante. Portale del '500.
- Terza arcata: Cappella dell'Addolorata. Altare con nicchia contenente la statua raffigurante l'Addolorata.
  - Pulpito in noce intarsiato..
    - Fonte battesimale in marmo rosso di Taormina con cupolino ligneo.

### Parete sinistra
- Prima arcata: Cappella di Santa Maria Maddalena. Altare con nicchia contenente la statua settecentesca raffigurante Santa Maria Maddalena.
- Seconda arcata: Dipinto raffigurante San Nicola in trono in abiti vescovili.
- Terza arcata: Cappella della Madonna del Rosario. Altare con nicchia contenente la statua settecentesca raffigurante la Vergine del Rosario.

## Sacrestia
Oltre a pregevoli paramenti sacri, si custodiscono alcune tele di notevole valore:
- Madonna in trono con Bambino raffigurata tra San Rocco e San Michele Arcangelo della seconda metà del Cinquecento;
- Sposalizio della Madonna e di San Giuseppe del XVI secolo;
- San Michele Arcangelo del Settecento.

## Galleria d'immagini

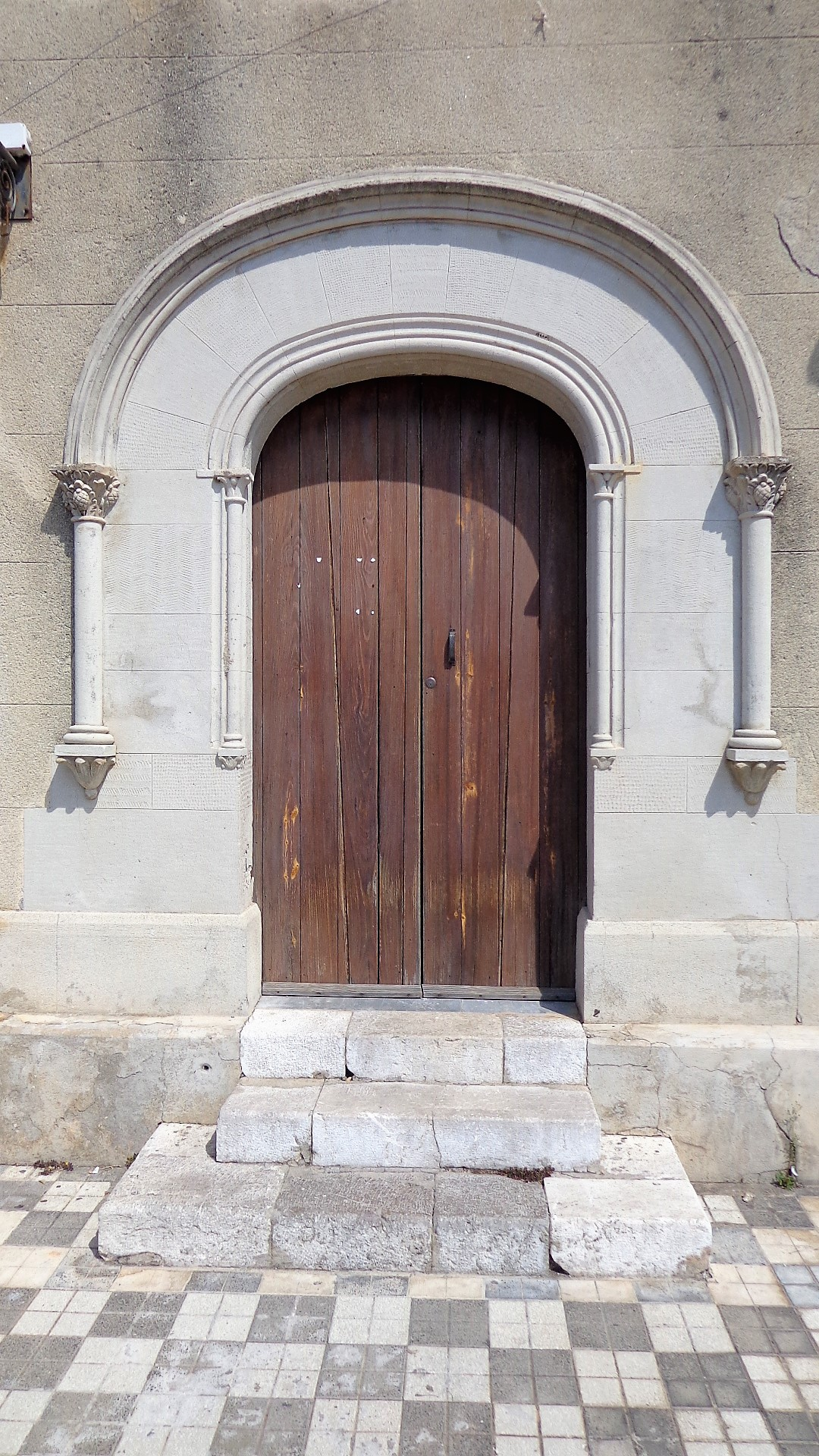
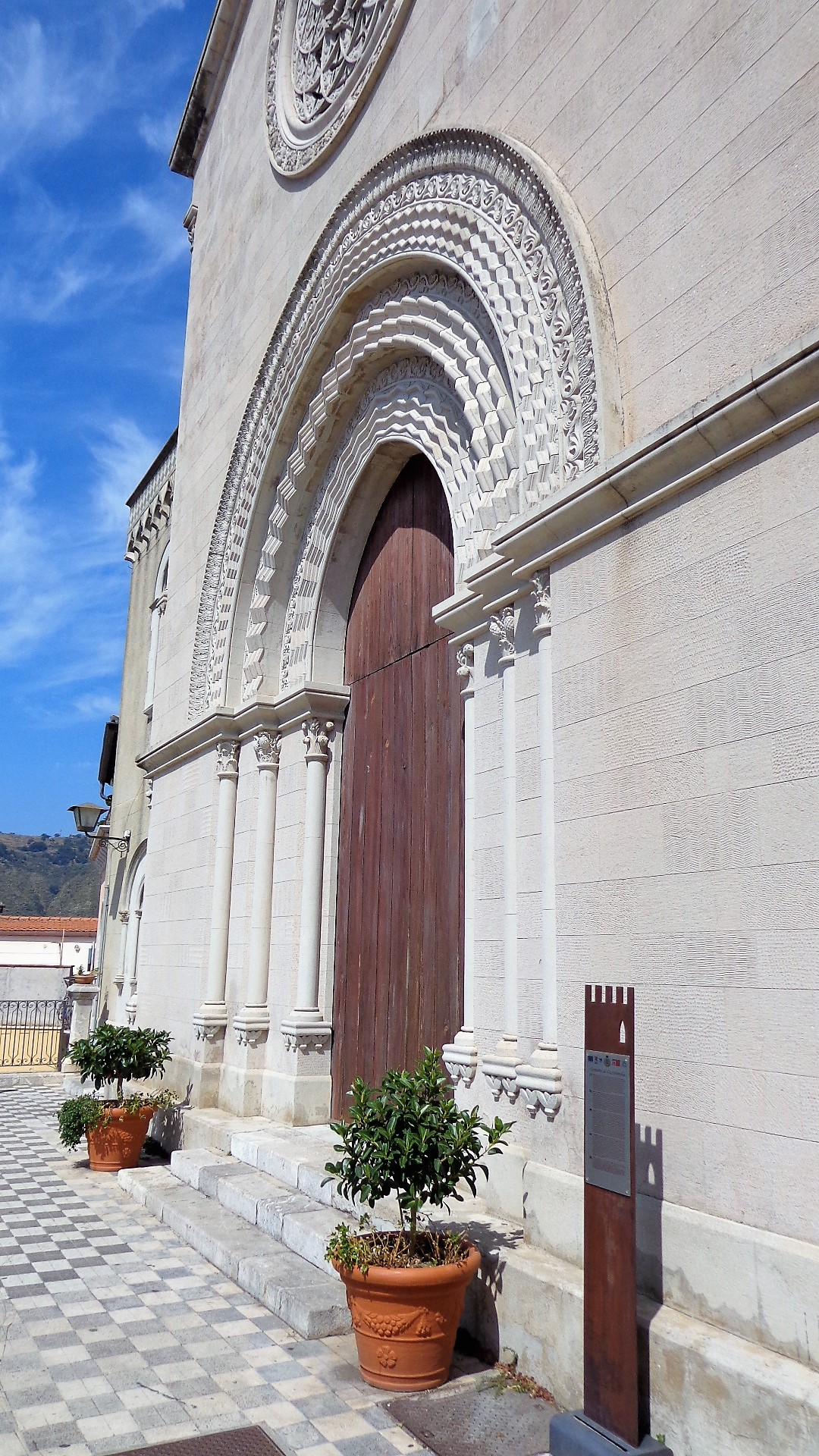
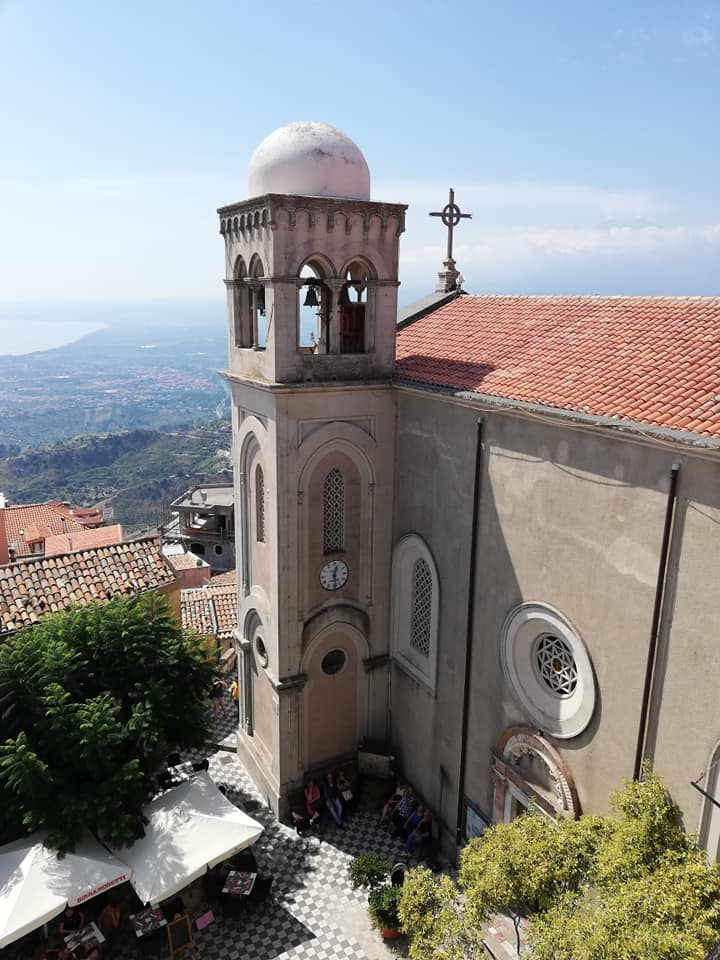
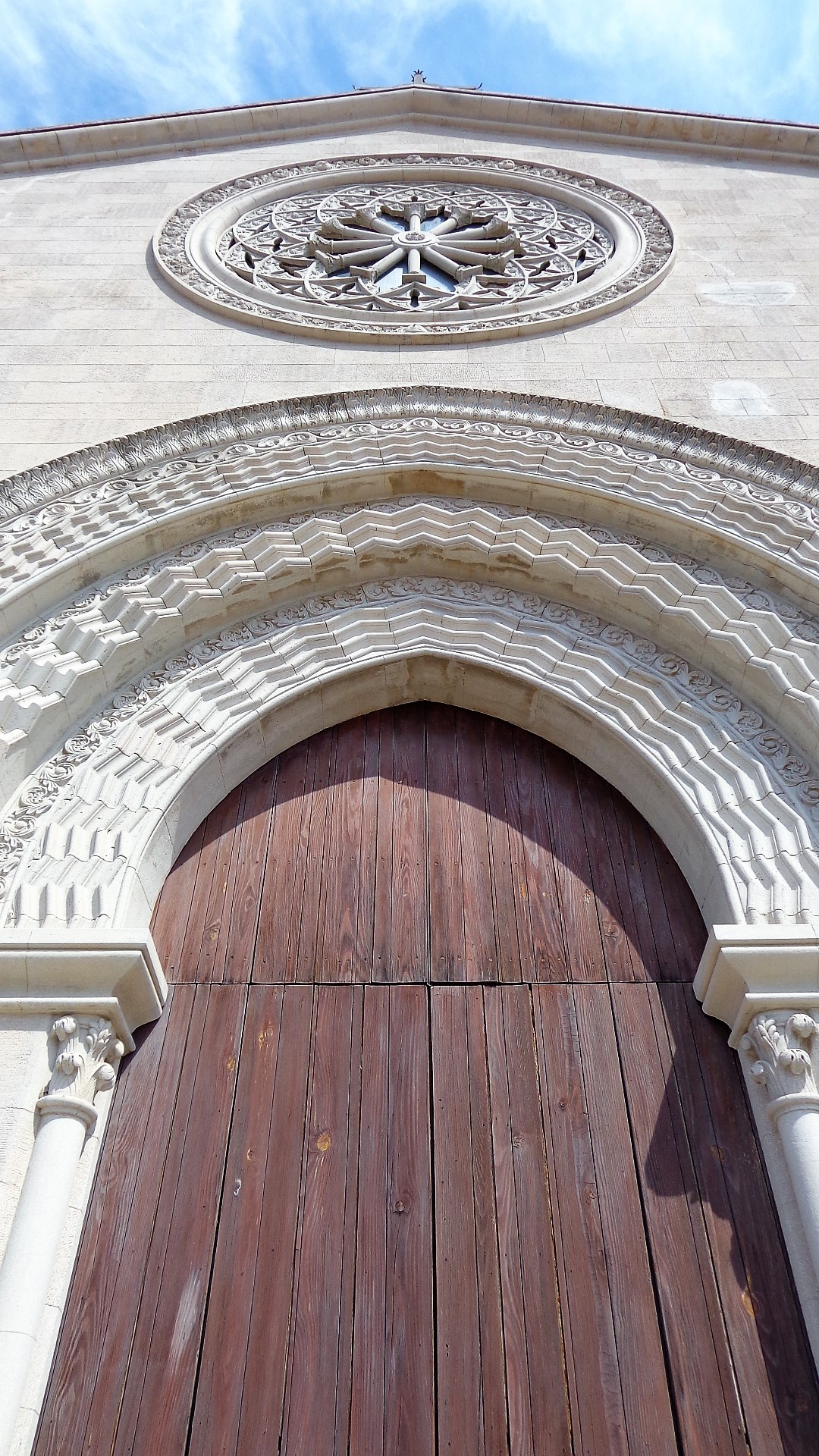
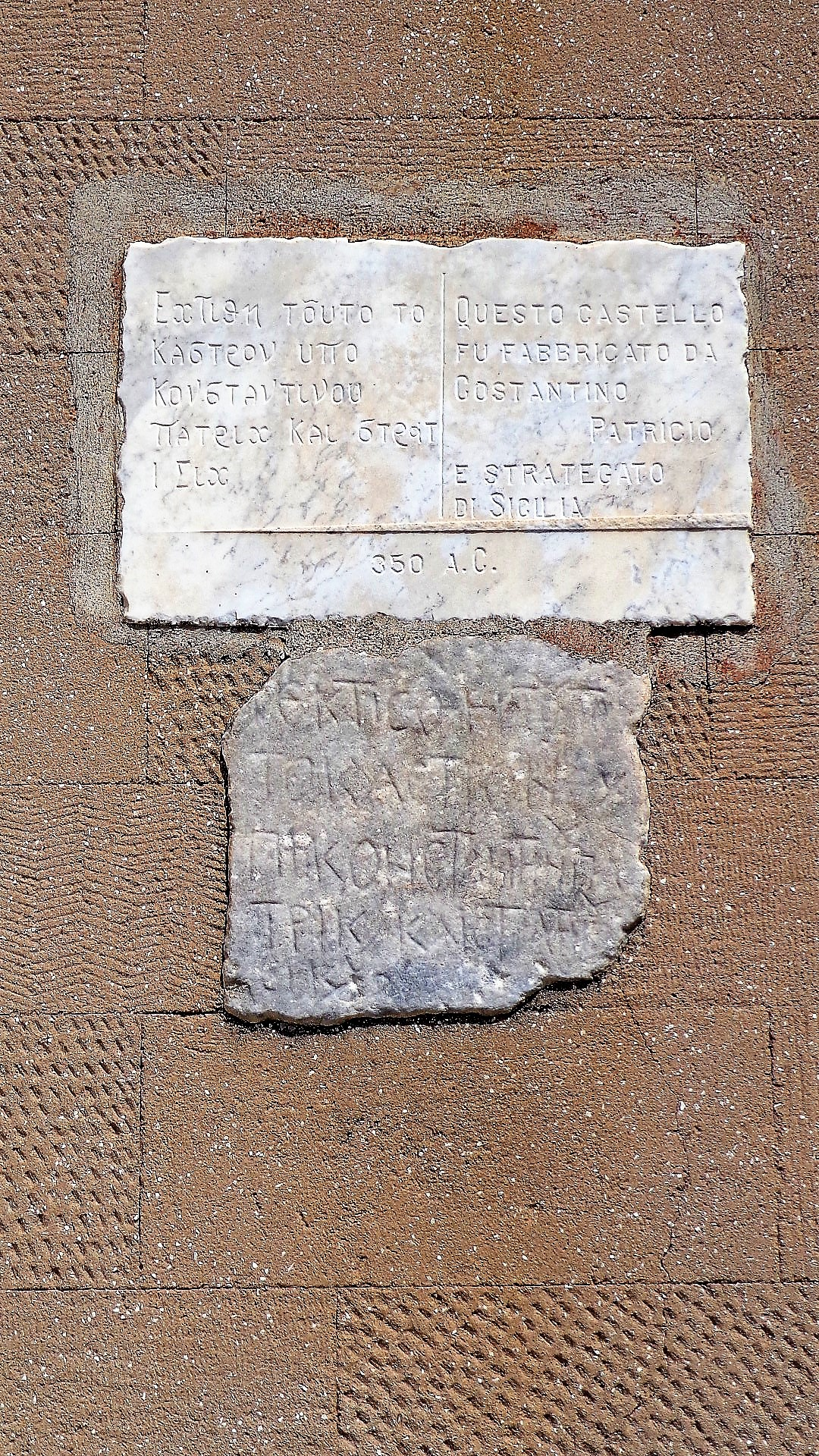

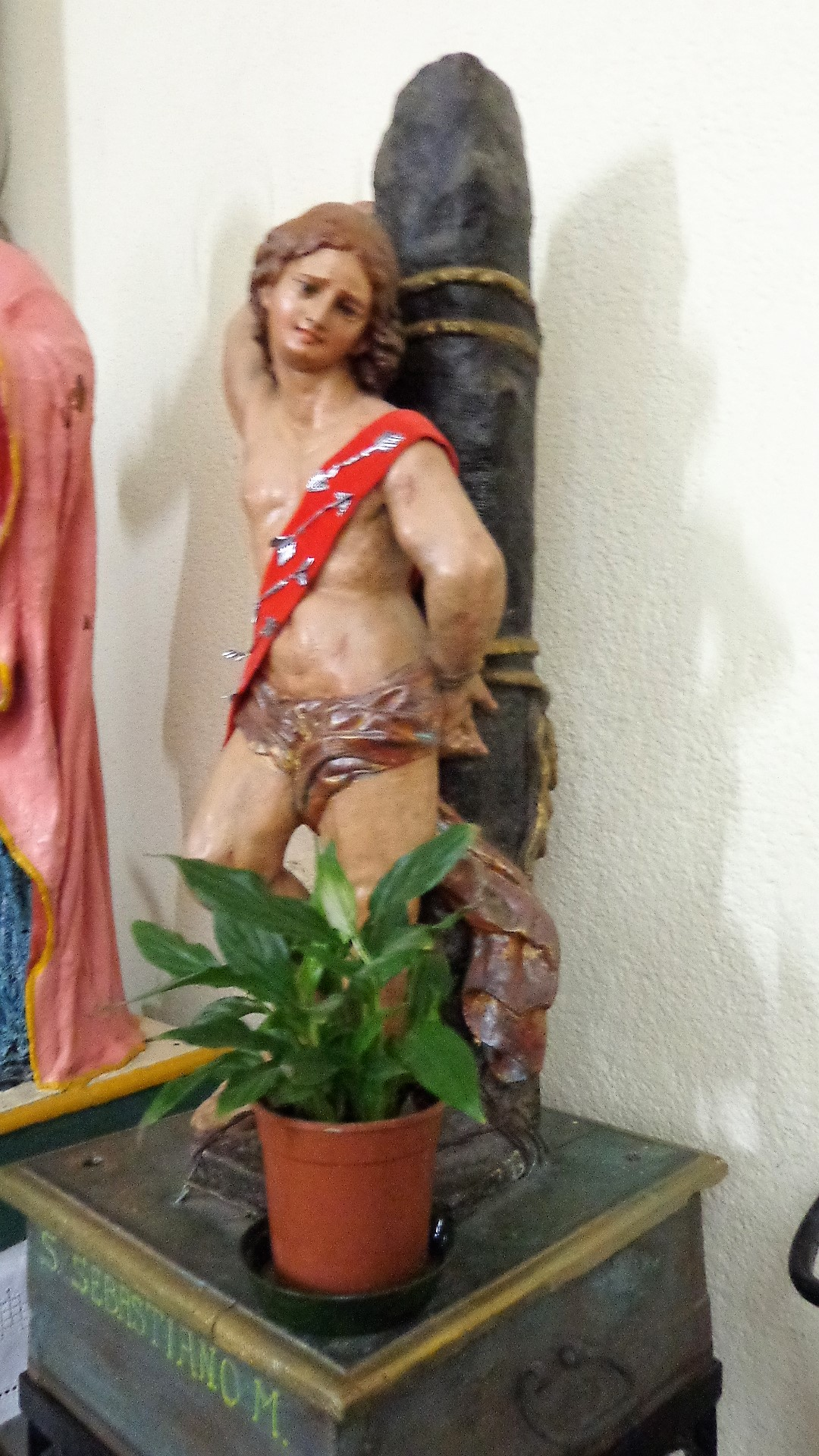
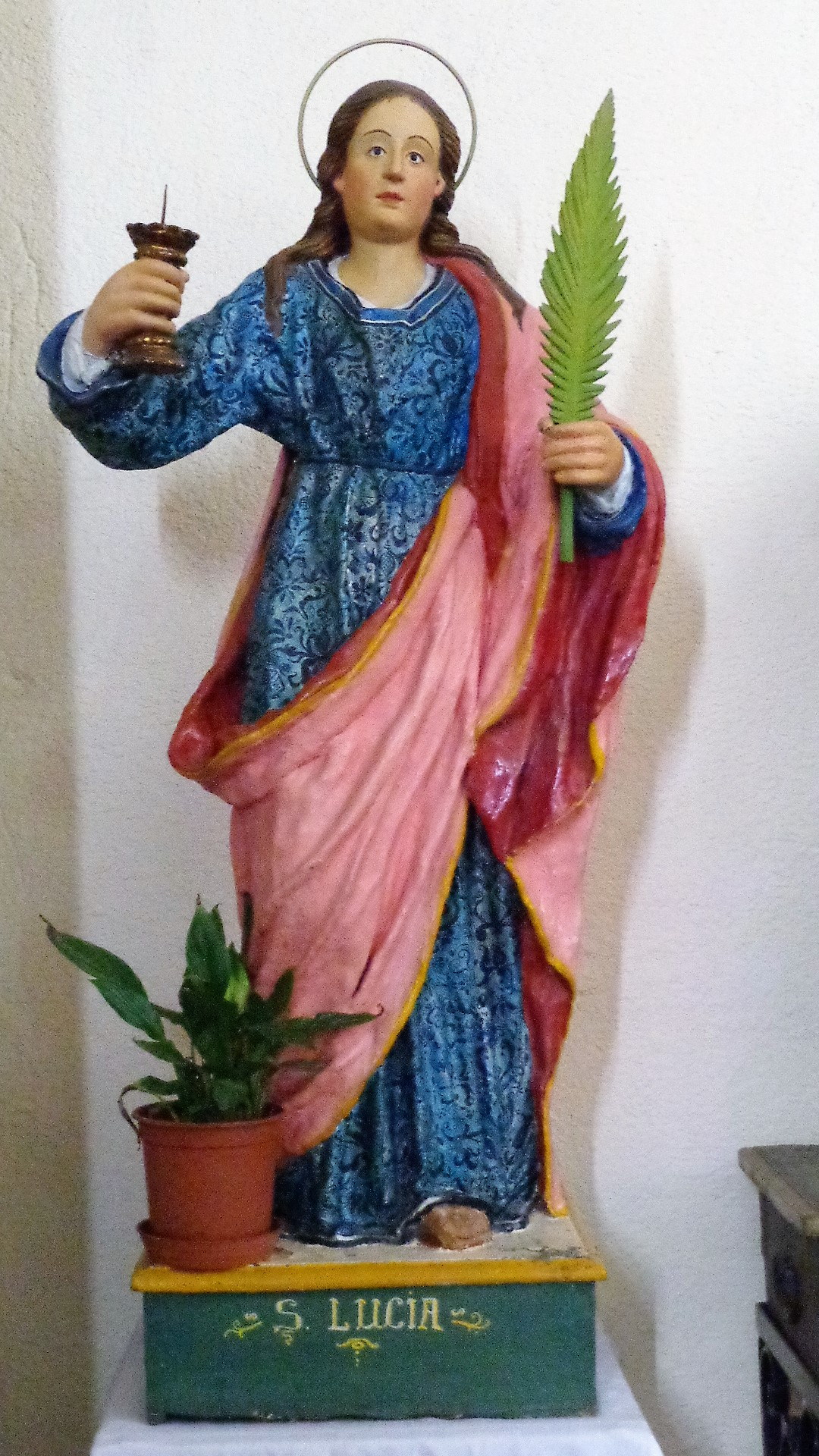
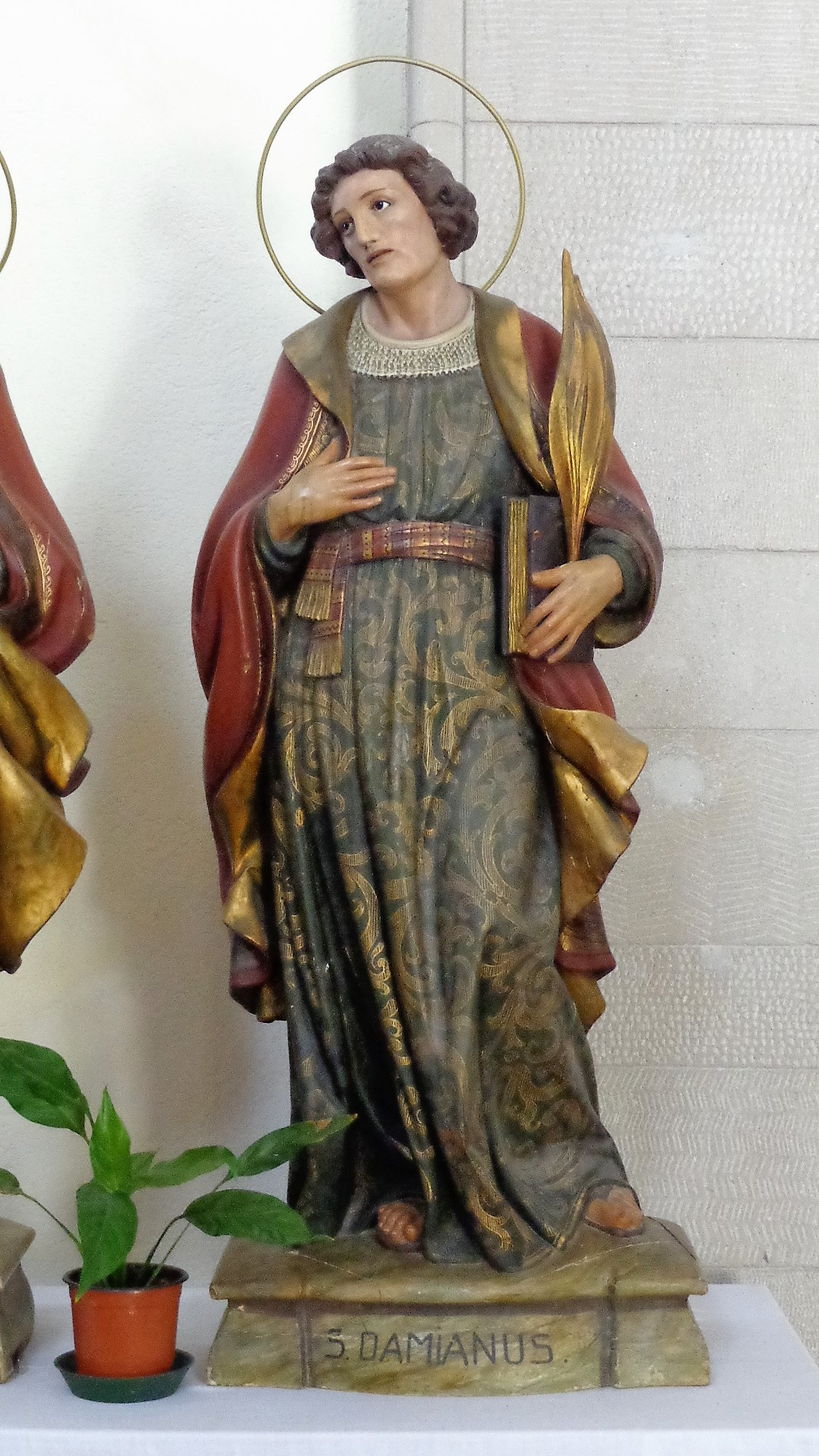
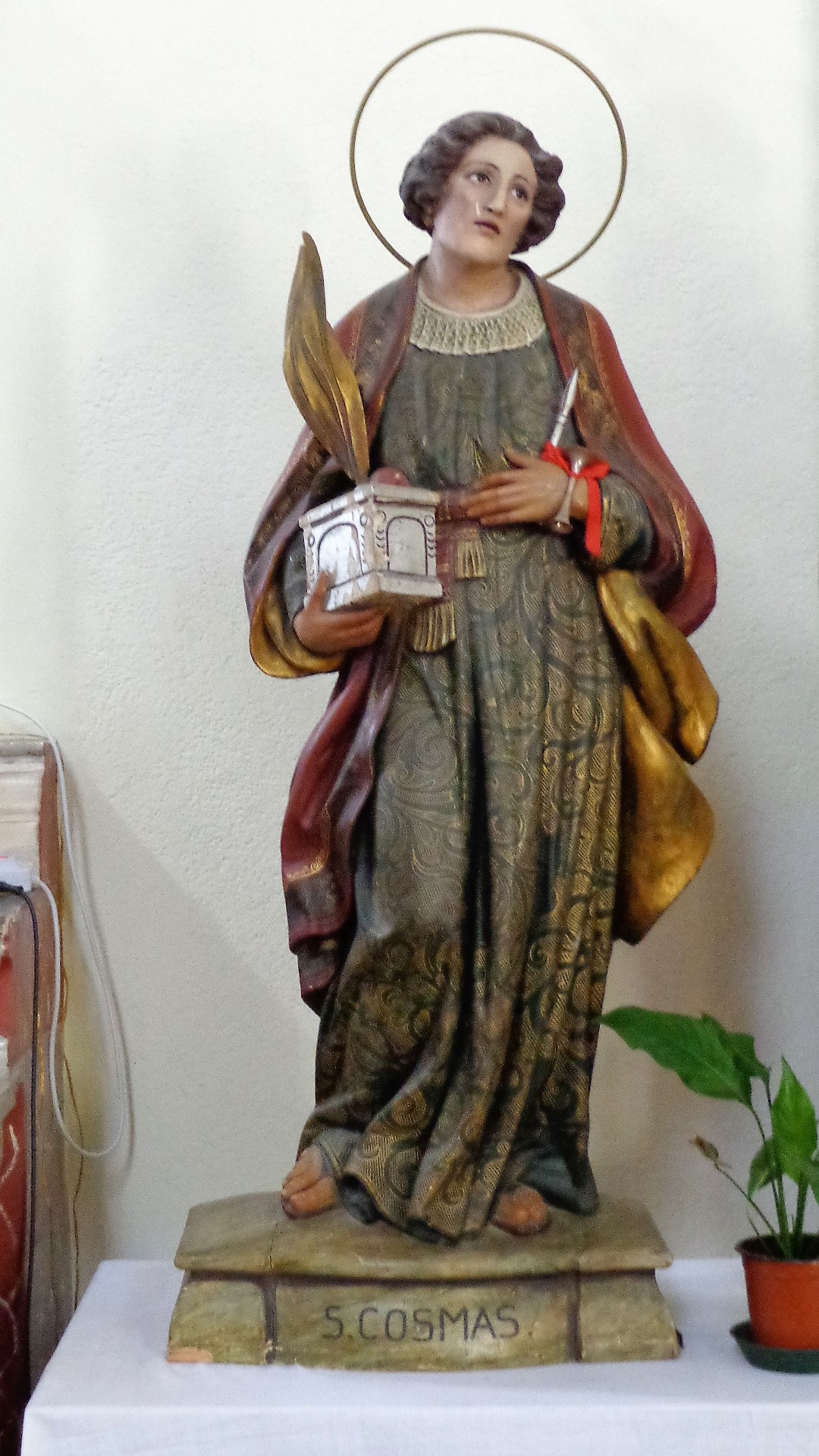
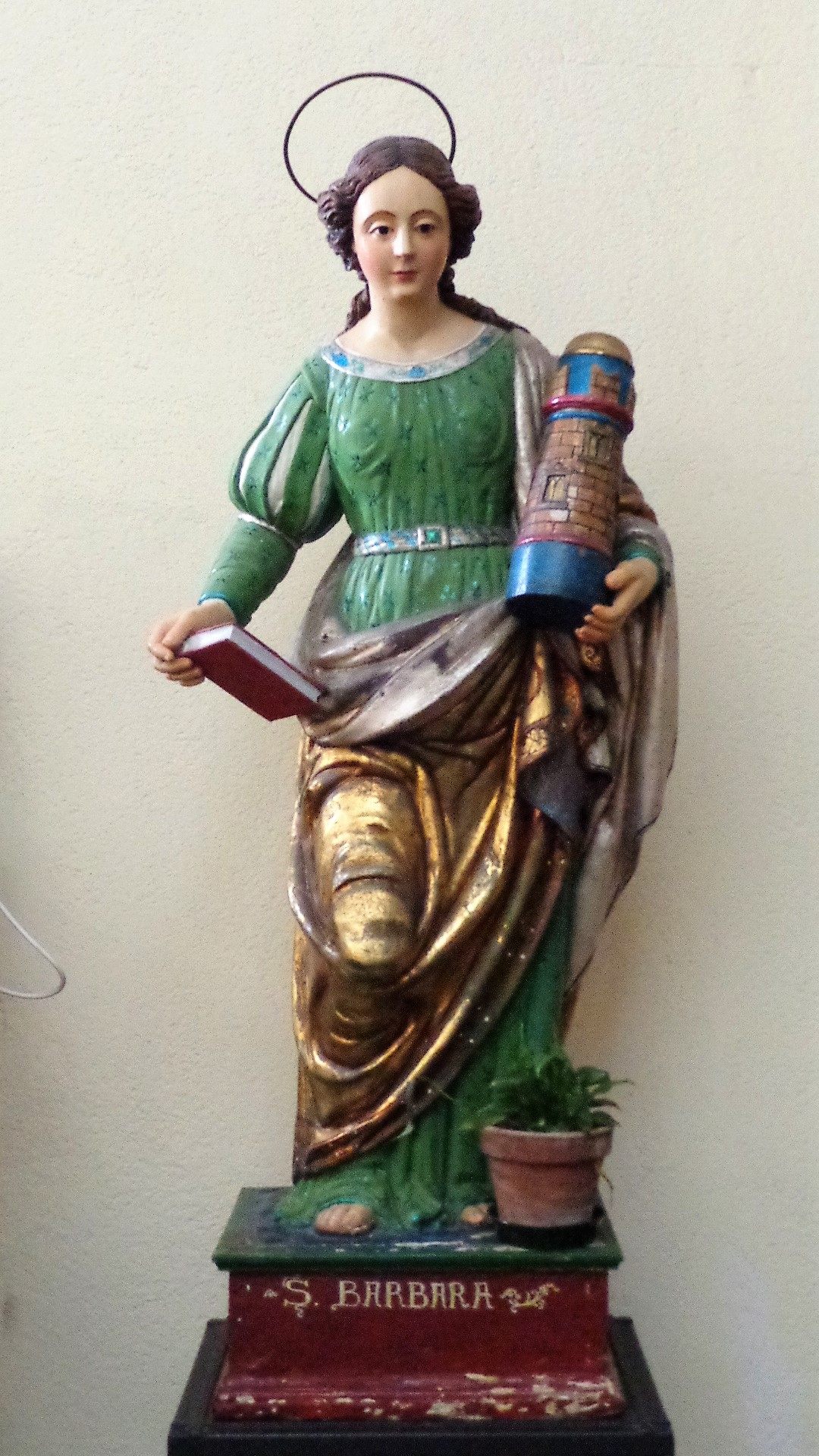
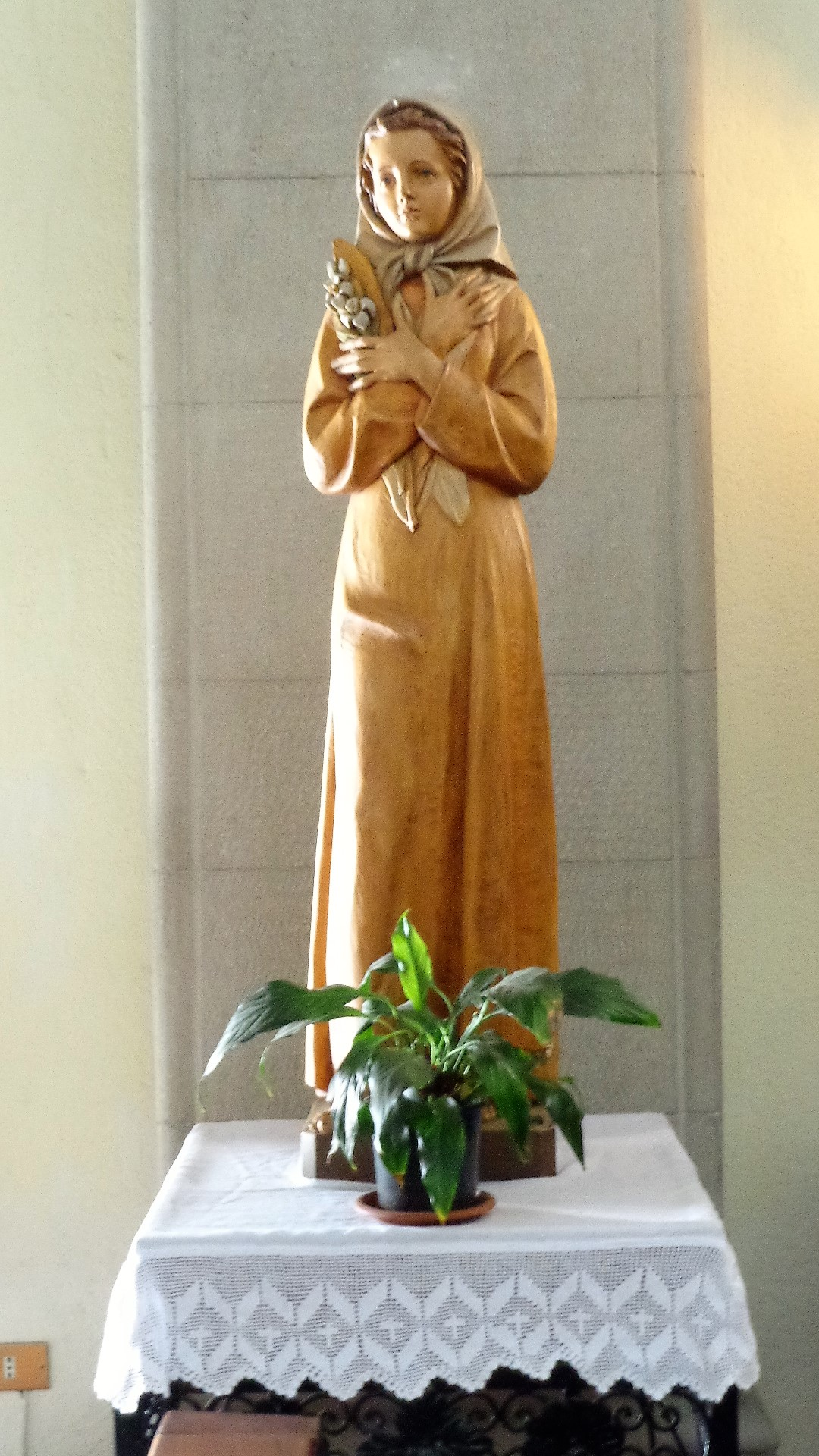

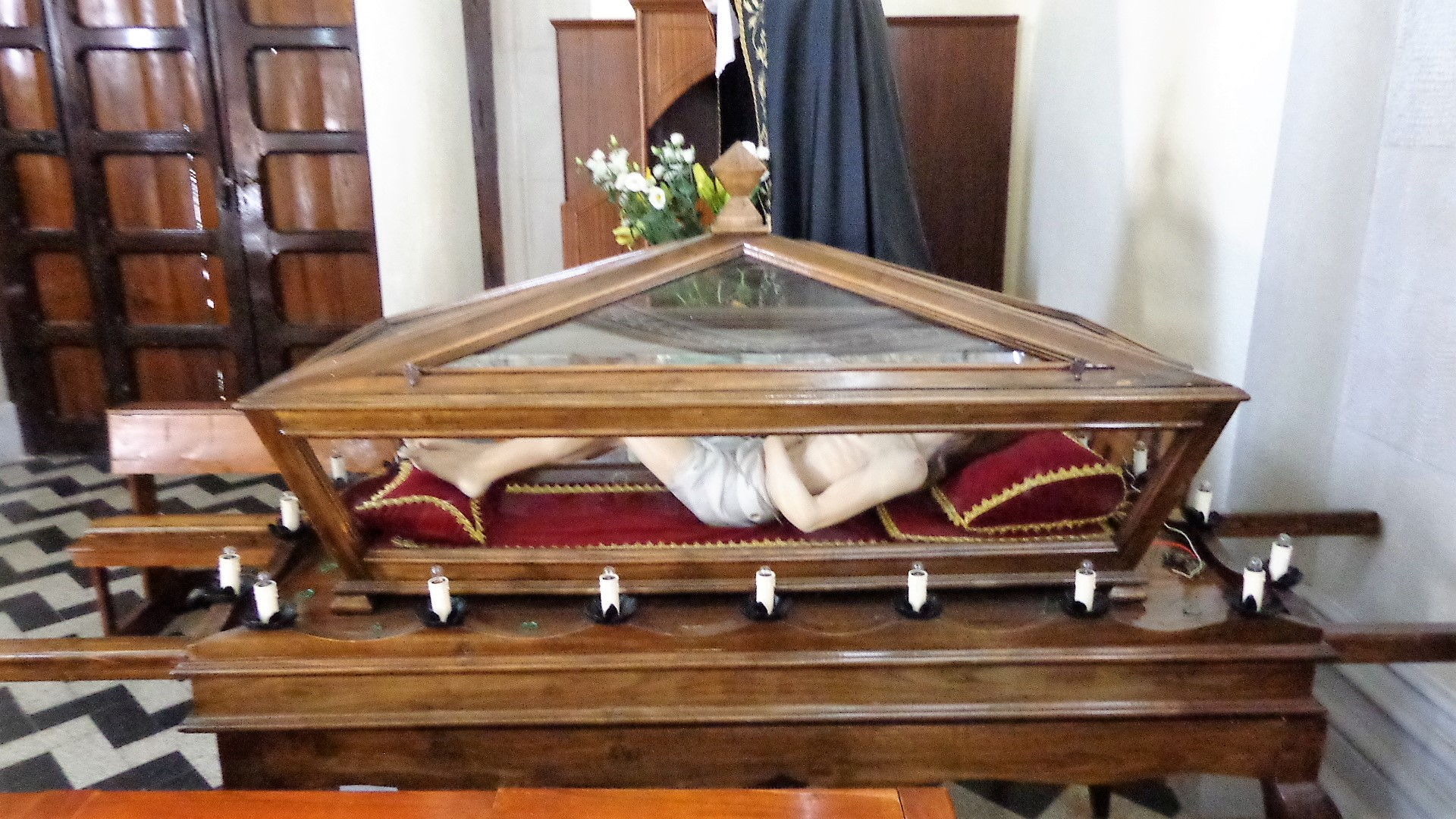
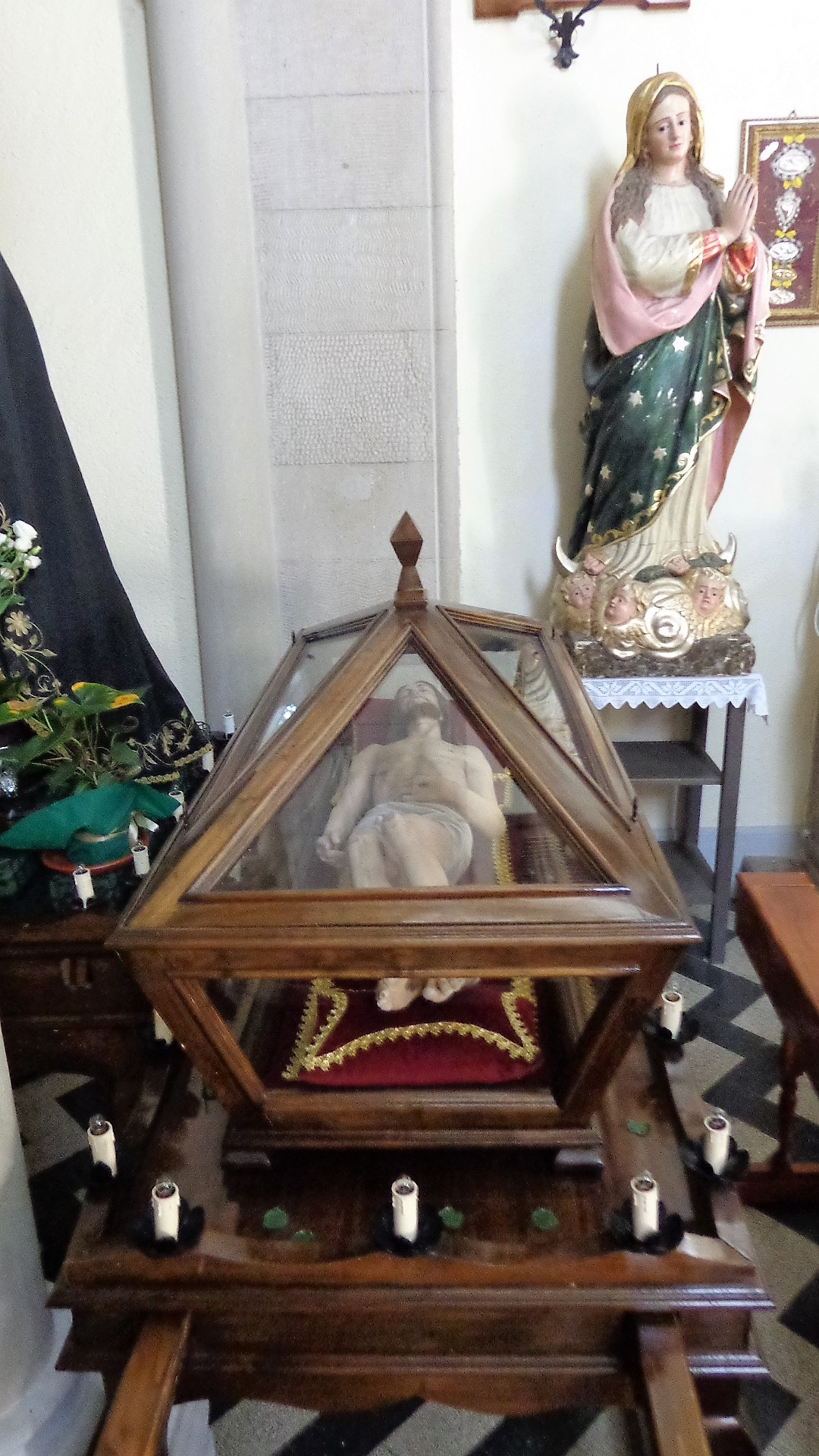
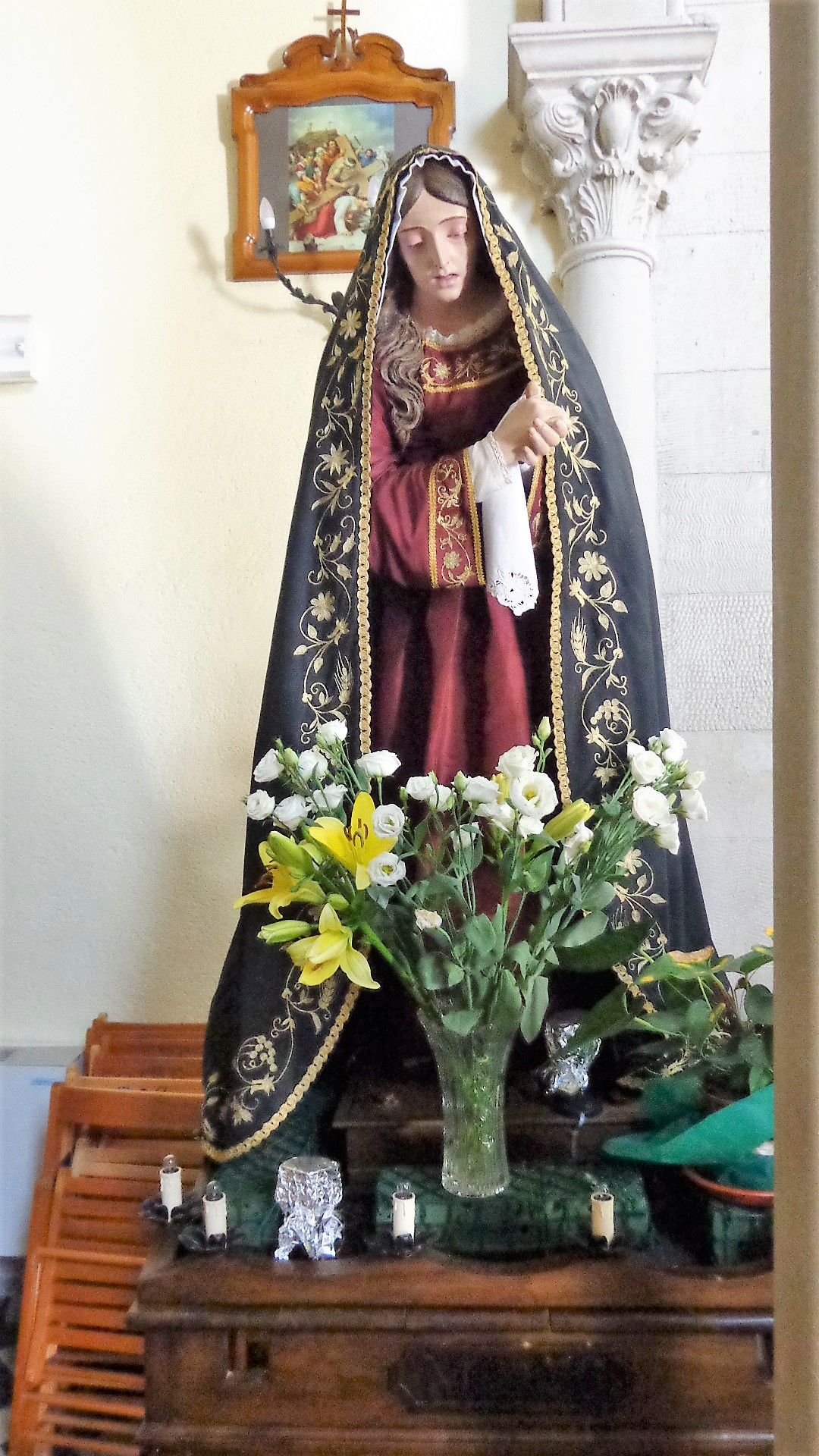
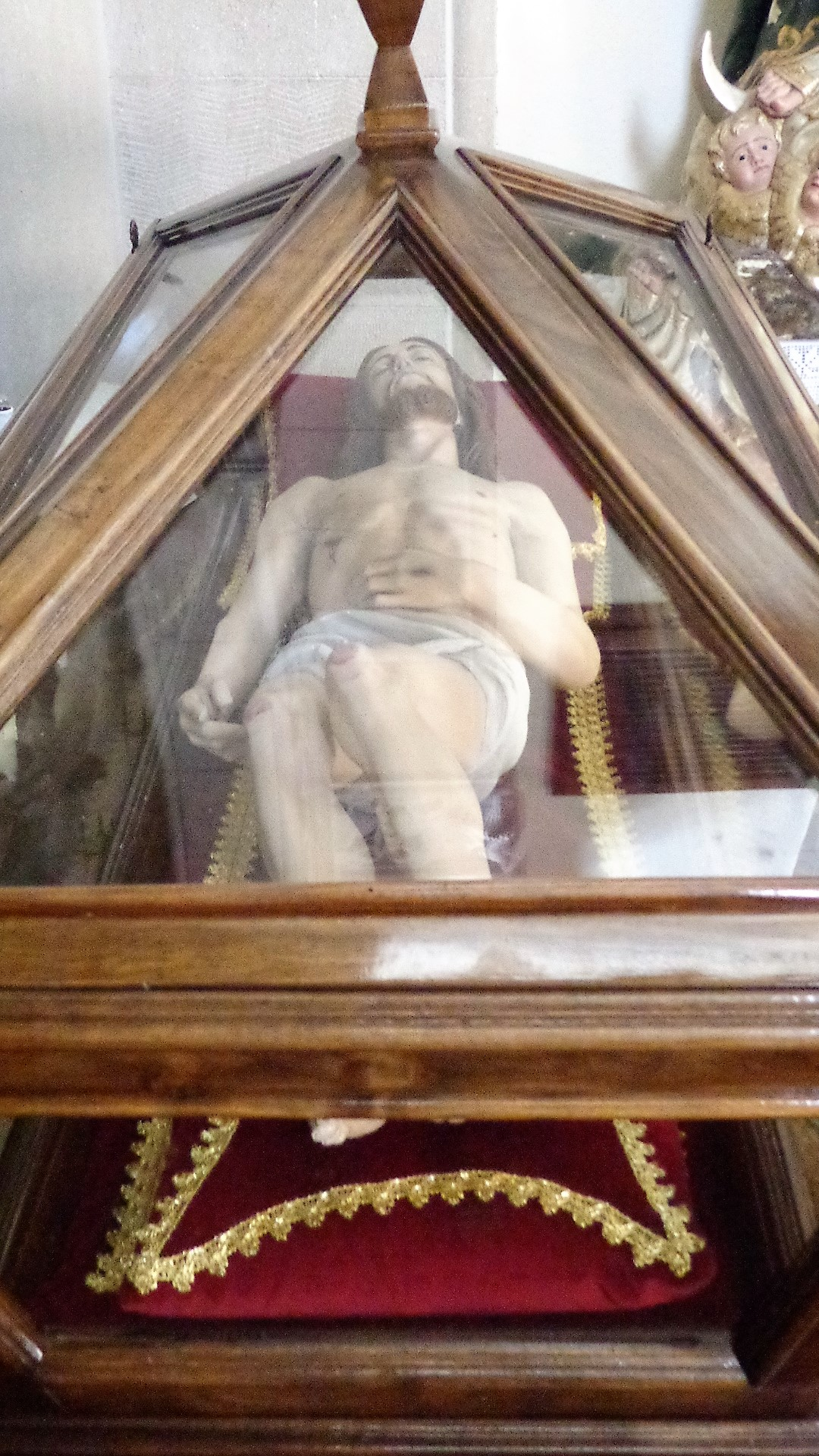
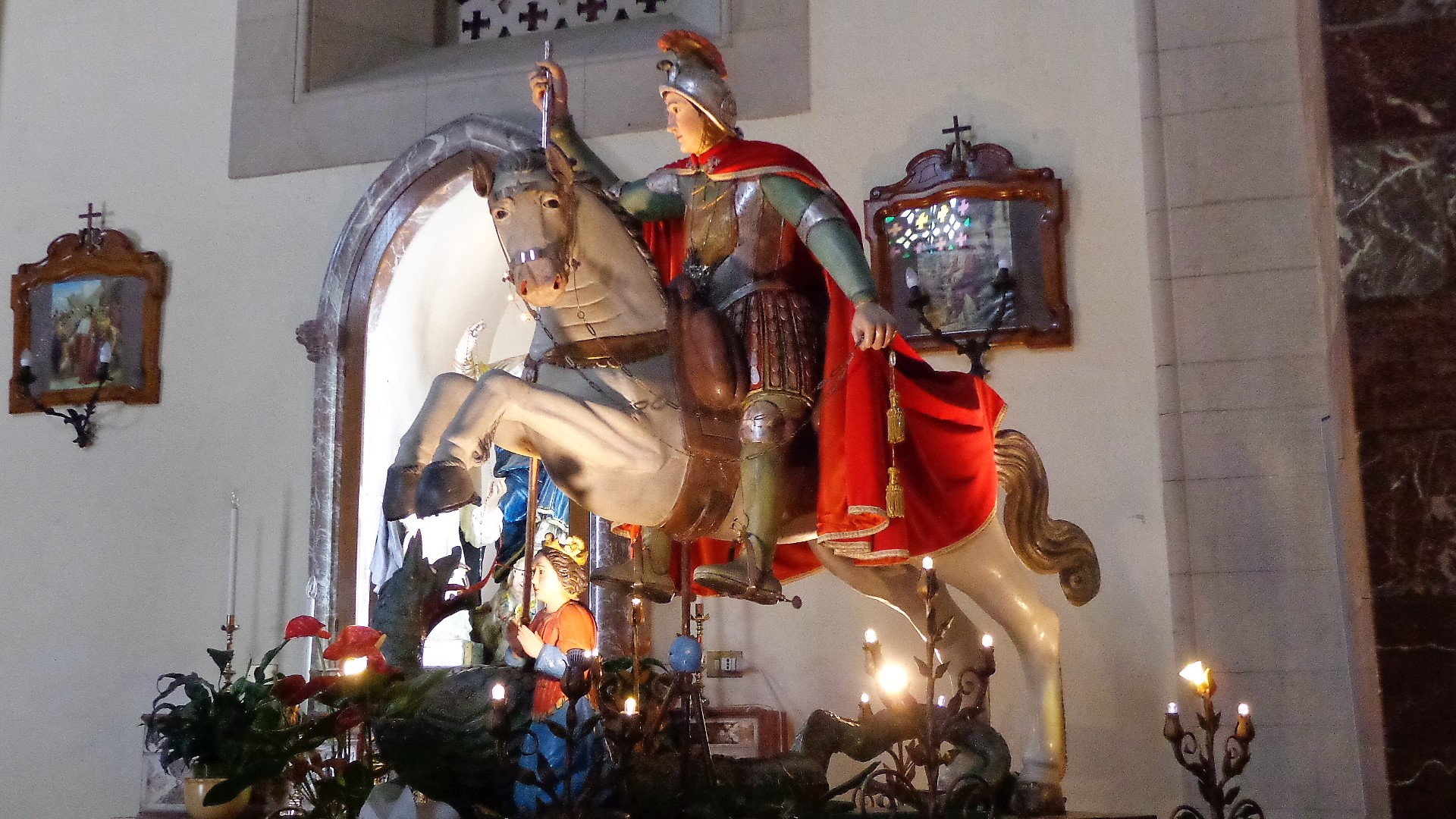